# Histotainment
L'histotainment (de l'anglais history et entertainment), également appelé historytainment, est un mot-valise désignant le mélange d'informations historiques et du divertissement, de manière similaire à l'infodivertissement. L'origine de ce terme est généralement attribuée au journaliste allemand Guido Knopp.